# Bilsener Bek
El Bilsener Bek (en baix alemany Bilsener Beek) és un afluent del Pinnau que neix a Bilsen a l'estat de Slesvig-Holstein (Alemanya) i que desemboca al Pinnau a Alvesloh.

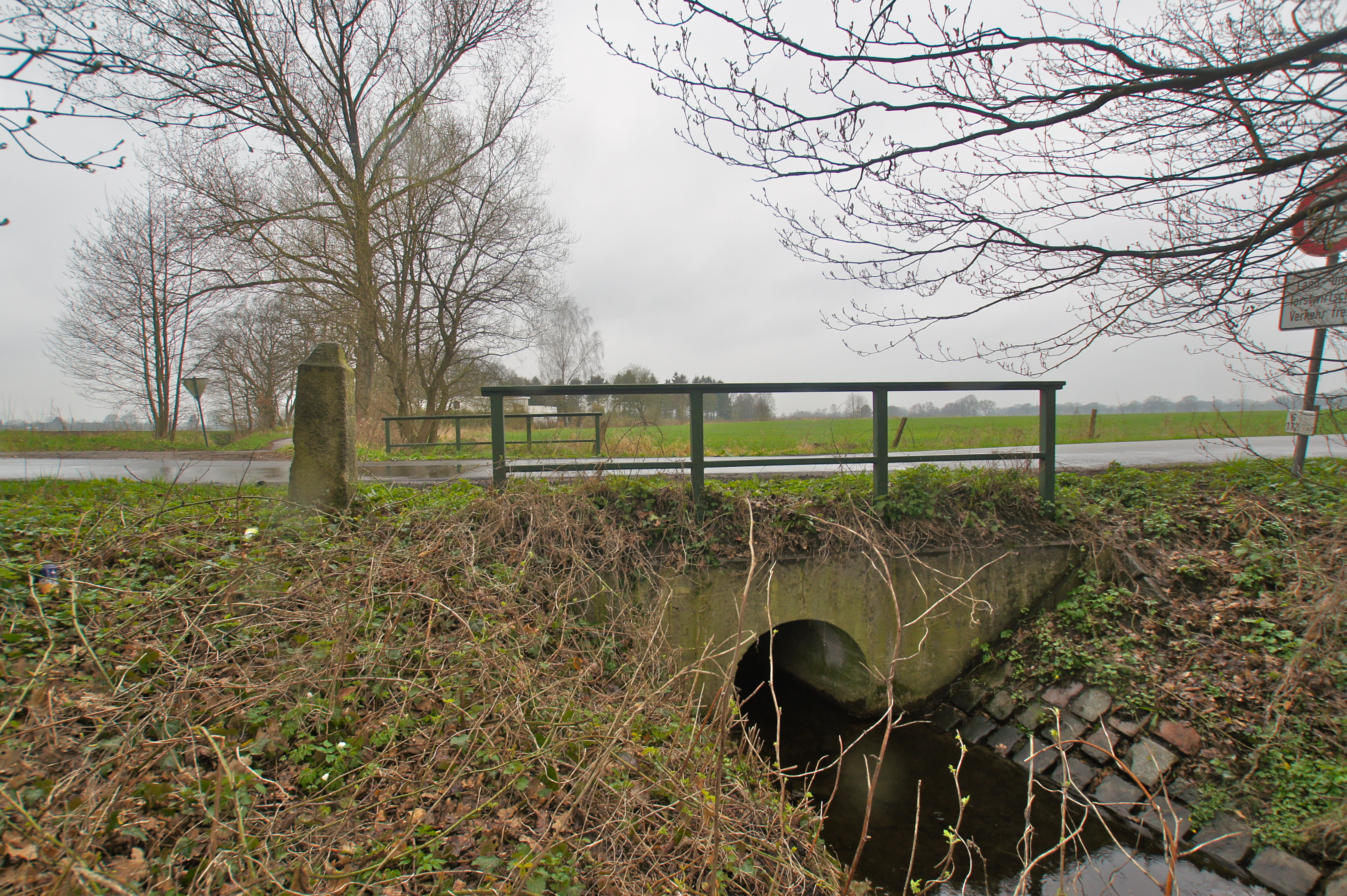
Pont al Bilsener Bek i la fita del 1768

Forma la frontera entre el districte de Pinneberg i el de Segeberg. Fins al 1803 formava la frontera entre l'exclavament de Bilsen i l'antiga finca noble de Caden, a la senyoria de Pinneberg, avui Alveslohe.
Galeria

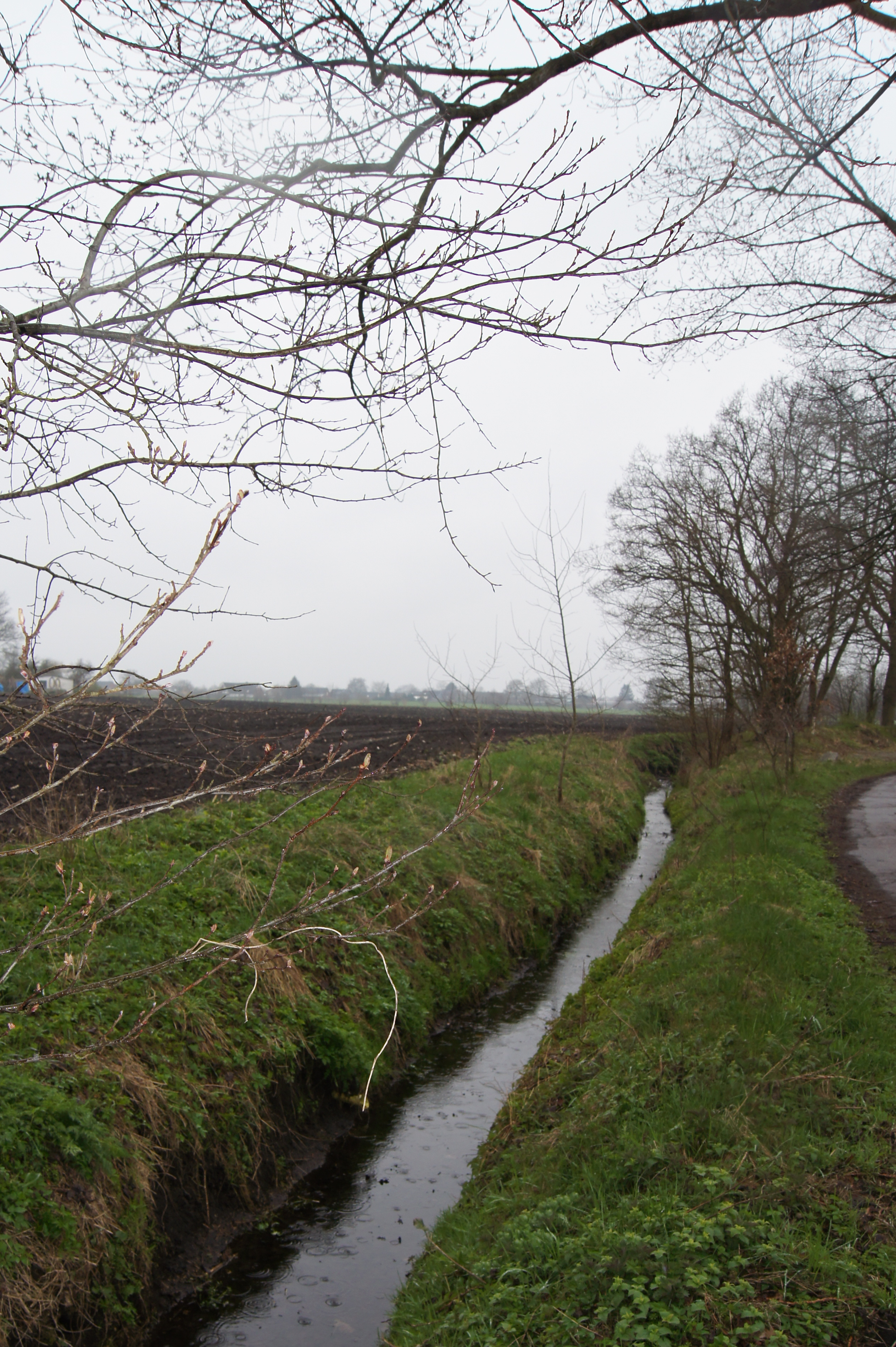
Bilsener Bek
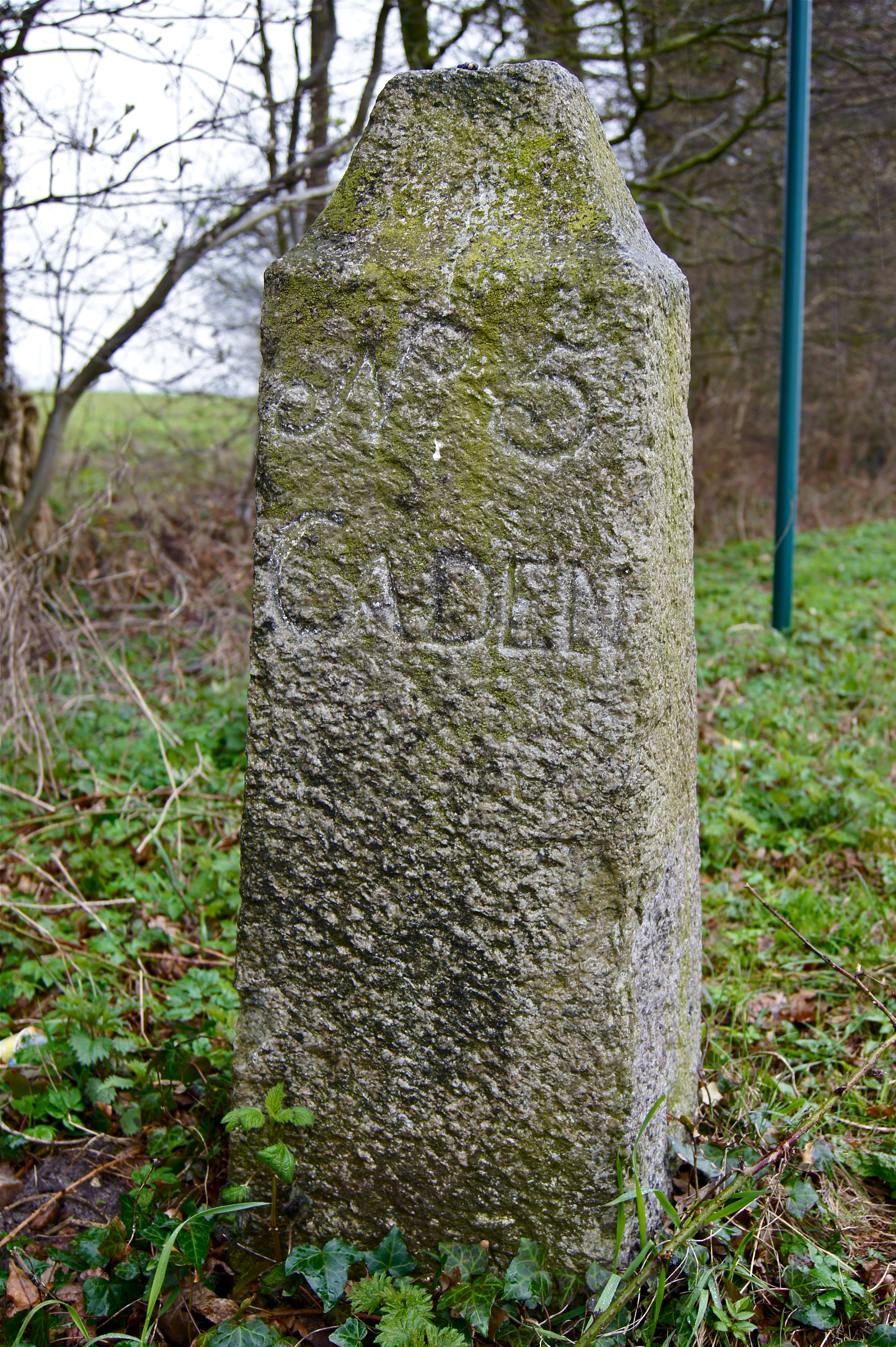
Fita del costat d'Alvesloh
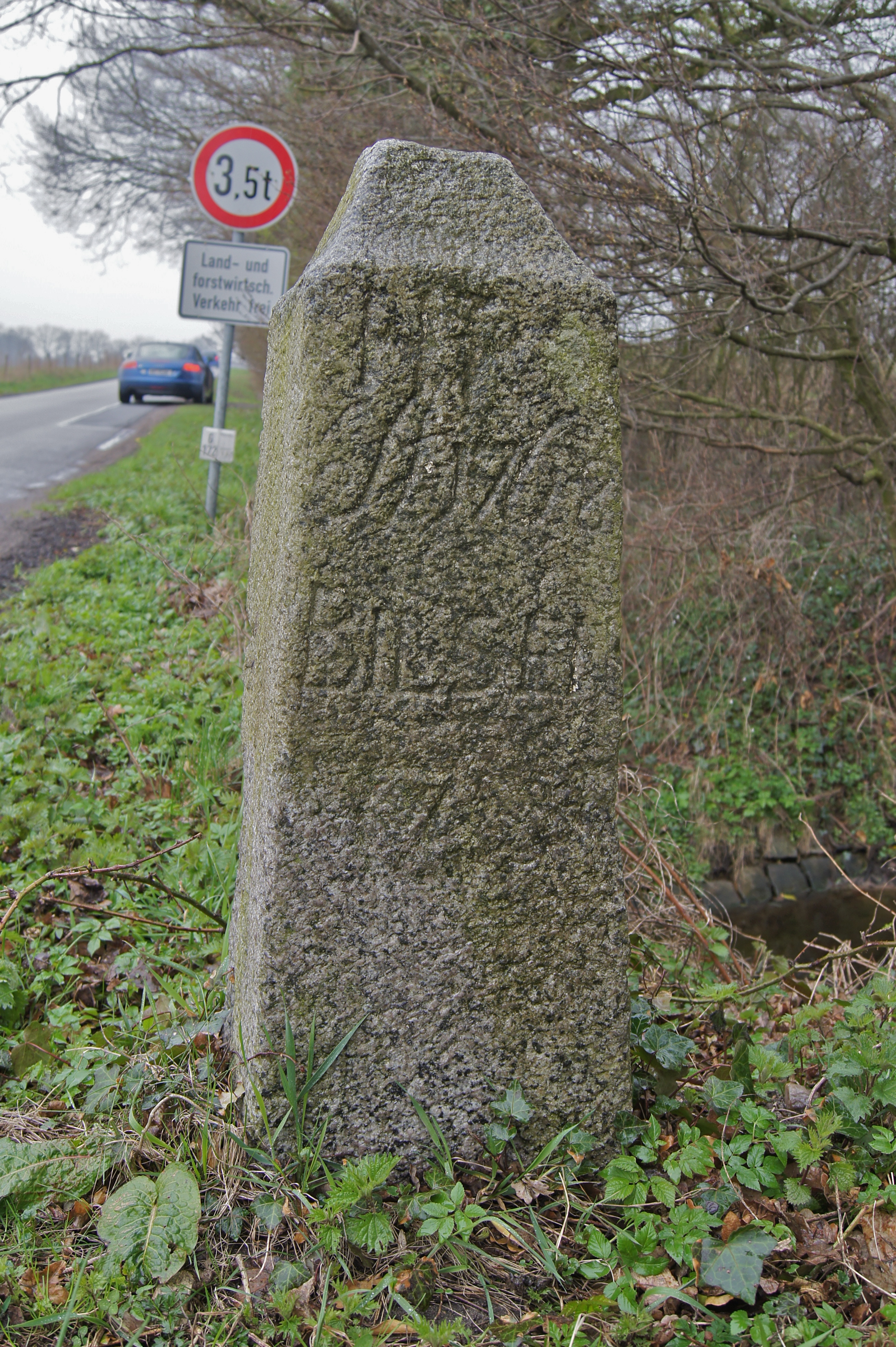
Fita del costat de Bilsen